# Barney Oldfield
Bernard Eli "Barney" Oldfield, född den 3 juni 1878 i Fulton County, Ohio, USA, död den 4 oktober 1946 i Beverly Hills, Kalifornien, USA, var en amerikansk racerförare.

## Racingkarriär
Oldfield var en av pionjärerna inom motorsporten i USA, och var den förste mästaren i det nationella mästerskapet, när han tog hand om titeln 1905, vilket var det sista officiella mästerskap som arrangerades av AAA på flera år. Oldfield vann fem tävlingar den säsongen, samt två tävlingar säsongen 1915. Oldfield satte även ett fartrekord med en Mercedes-Benz, vilket inte AAA uppskattade, och stängde av honom från många tävlingar under hans karriär. Oldfield arbetade med att förbättra säkerheten efter karriären, och uppfann bland annat ett tidigt rullningsskydd för tävlingsbilar innan han avled 1946.